# Idiocera octoapiculata
Idiocera octoapiculata är en tvåvingeart som först beskrevs av Evgenyi Nikolayevich Savchenko 1972.  Idiocera octoapiculata ingår i släktet Idiocera och familjen småharkrankar.
Artens utbredningsområde är Azerbajdzjan. Inga underarter finns listade i Catalogue of Life.